# Brachygalba
Brachygalba – rodzaj ptaków z rodziny złotopiórów (Galbulidae).

## Zasięg występowania
Rodzaj obejmuje gatunki występujące w Ameryce Południowej i Centralnej.

## Morfologia
Długość ciała 14–18 cm; masa ciała 16–23 g.

## Systematyka

### Etymologia
- Brachygalba: gr. βραχυς brakhus „krótki”; nowołac. galba skrócenie nazwy rodzaju Galbula Brisson, 1760[5].
- Brachycex: gr. βραχυς brakhus „krótki”; κηξ kēx, κηκος kēkos „nieznany ptak”, być może zimorodek[6]. Gatunek typowy: Galbula lugubris Swainson, 1838.

### Podział systematyczny
Do rodzaju należą następujące gatunki:
- Brachygalba albogularis (von Spix, 1824) – złotopiór białogardły
- Brachygalba lugubris (Swainson, 1838) – złotopiór żałobny
- Brachygalba goeringi P.L. Sclater & Salvin, 1869 – złotopiór przepasany
- Brachygalba salmoni P.L. Sclater & Salvin, 1879 – złotopiór ciemny